# Rathaus Drebkau

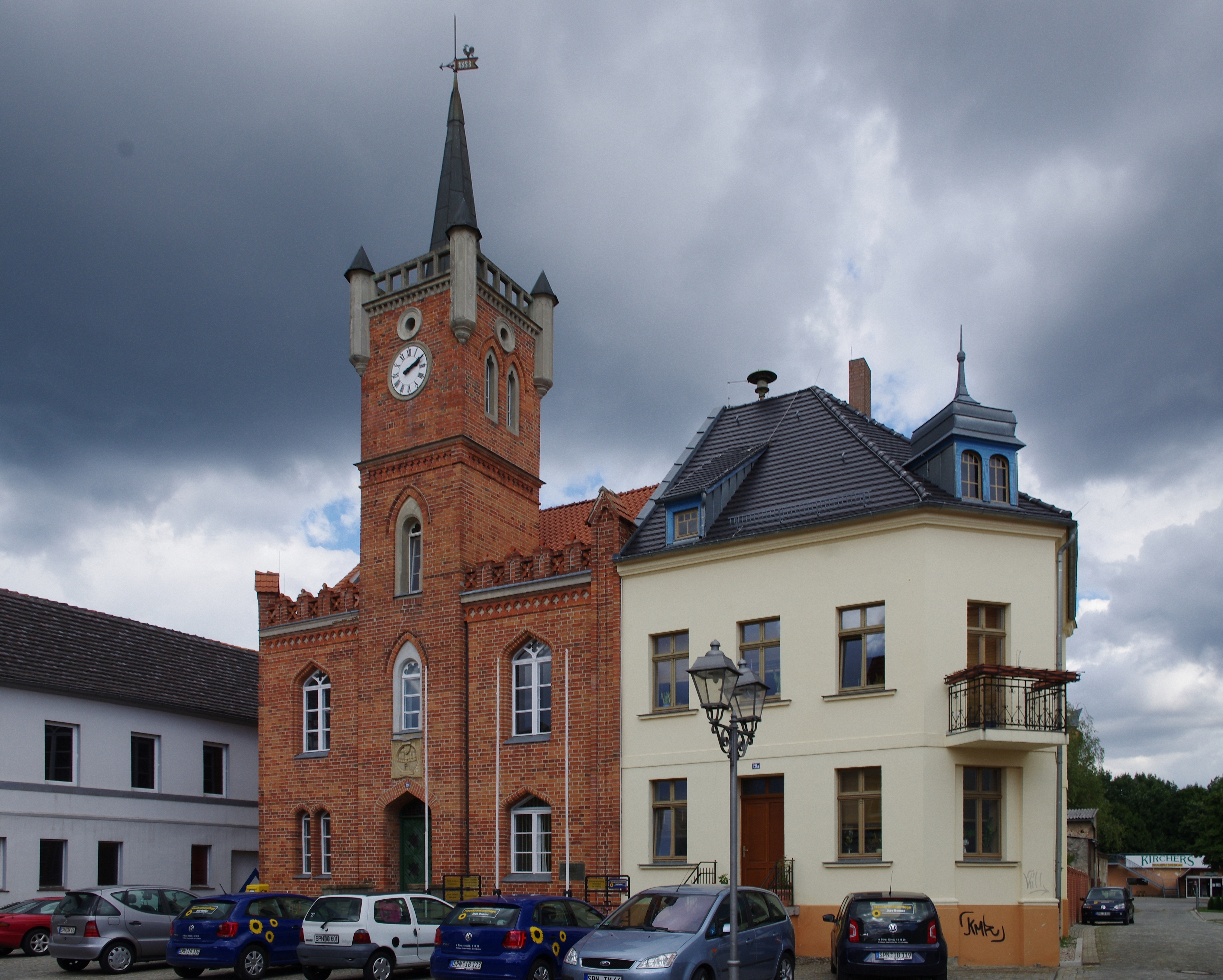
Drebkauer Rathaus (2013)

Das Rathaus Drebkau ist das ehemalige Rathaus von Drebkau, einer Kleinstadt im Landkreis Spree-Neiße in Brandenburg. Das Mitte des 19. Jahrhunderts errichtete Verwaltungsgebäude ist ein eingetragenes Baudenkmal in der Denkmalliste des Landes Brandenburg.

## Geschichte und Architektur

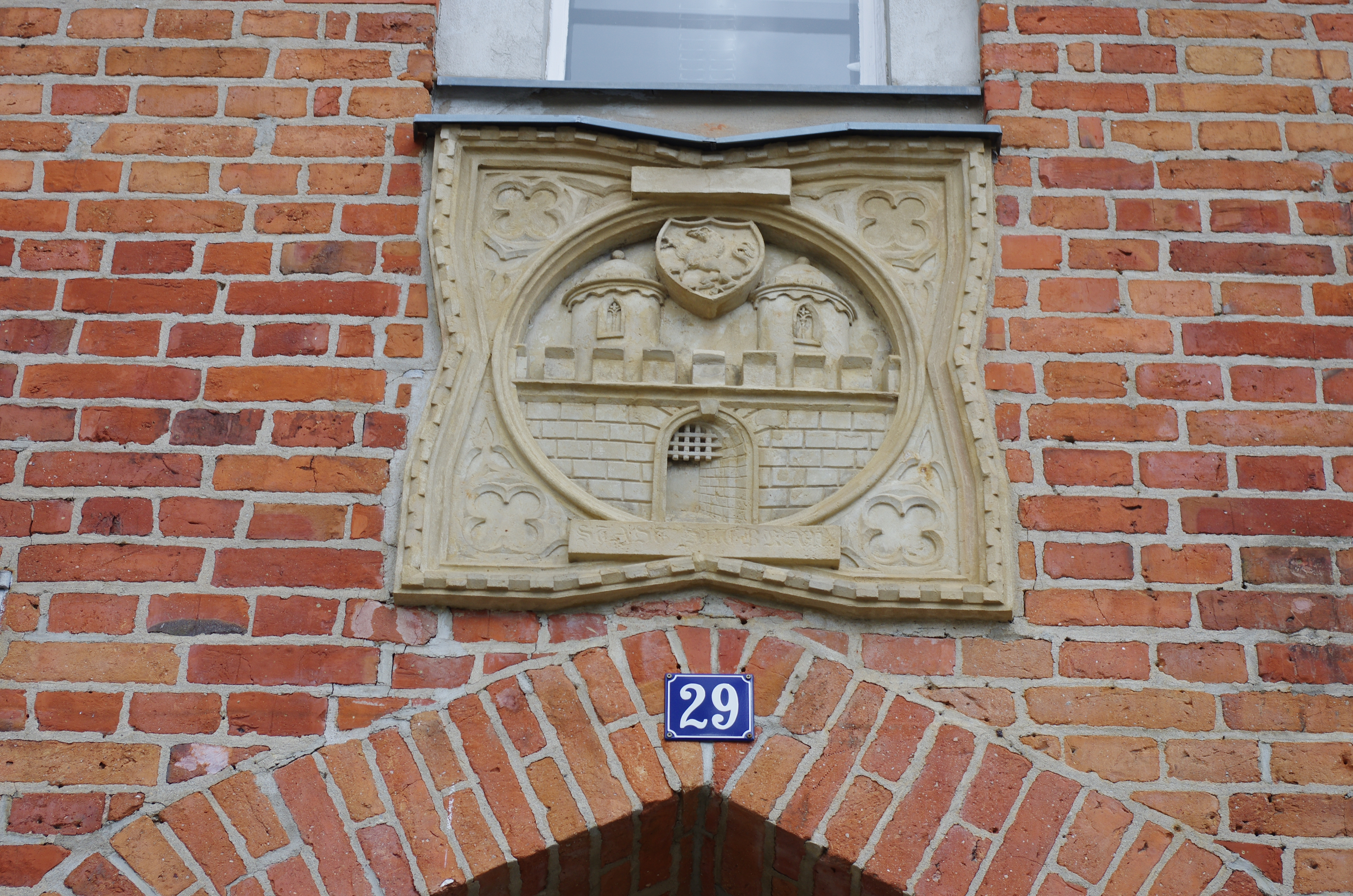
Drebkauer Stadtwappen oberhalb des Eingangsportals (2013)

Das Drebkauer Rathaus wurde im Jahr 1853 als Verwaltungsgebäude der Stadt errichtet. Das Gebäude ist ein zweigeschossiger Bau zu drei Achsen aus Ziegelmauerwerk im Stil der Neugotik. In der mittleren Achse befindet sich ein leicht hervorgehobener Turm. Dessen Oberteil ist mit Eckfialen und einem Spitzhelm mit Wetterfahne bekrönt. Die Fassade wird durch einen Zinnenkranz abgeschlossen, der Turm ist an seiner Traufe mit Klötzchenfries verziert. Entlang der nordwestlich verlaufenden Rathausstraße wurden später weitere Büroräume ergänzt.
Die Fenster- und Türöffnungen des Gebäudes sind mit Kielbögen abgeschlossen, die Fenster des Turms liegen in spitzbogigen Blenden. Vor der zweiflügeligen Eingangstür befindet sich eine kleine Freitreppe, über der Tür ist ein Sandsteinrelief mit dem Drebkauer Stadtwappen eingelassen. Das ehemalige Rathaus ist mit einem Satteldach überzogen, auf der Hofseite sind vier Dachhäuser aufgesetzt. An der Nordwest- und der Südostseite hat das Haus Dreiecksgiebel, der südöstliche wurde nach dem Anbau des Nachbarhauses verdeckt. Das frühere Rathaus wird heute von der Stadtbibliothek Drebkau genutzt.